# Viola helenae
Viola helenae C.N.Forbes & Lydgate – gatunek roślin z rodziny fiołkowatych (Violaceae). Występuje endemicznie na wyspie Kauaʻi w archipelagu Hawajów. 

## Morfologia
PokrójBylina dorastająca do 30–80 cm wysokości.
LiścieBlaszka liściowa ma lancetowaty lub eliptycznie lancetowaty kształt. Mierzy 7,5–13 cm długości oraz 1,9–2,6 cm szerokości, jest karbowana na brzegu, ma zbiegającą po ogonku nasadę i spiczasty wierzchołek. Ogonek liściowy jest nagi i ma 10–19 mm długości. Przylistki są lancetowate i osiągają 10–13 mm długości.
KwiatyPojedyncze, wyrastające z kątów pędów. Mają działki kielicha o równowąsko lancetowatym kształcie i dorastające do 5 mm długości. Płatki są odwrotnie jajowate, mają białą lub jasnofioletową barwę oraz 8–9 mm długości, dolny płatek jest odwrotnie jajowaty, mierzy 10-12 mm długości, posiada obłą ostrogę.
OwoceTorebki mierzące 9-11 mm długości, o odwrotnie jajowato elipsoidalnym kształcie.

## Biologia i ekologia
Rośnie w zaroślach oraz na skarpach. Występuje na wysokości około 600 m n.p.m.